# Soroki (sielsowiet Obrub)
Soroki (biał. Сарокі; ros. Сороки) – wieś na Białorusi, w obwodzie witebskim, w rejonie głębockim, w sielsowiecie Obrub. Leży pomiędzy drogą republikańską  a linią kolejową Królewszczyzna – Łyntupy.

## Historia
W czasach zaborów w gminie Głębokie, w powiecie dzisieńskim, w guberni wileńskiej Imperium Rosyjskiego.
W latach 1921–1945 wieś, osada i majątek leżały w Polsce, w województwie wileńskim, w powiecie dziśnieńskim, w gminie Głębokie.
Według Powszechnego Spisu Ludności z 1921 roku zamieszkiwało:
- wieś – 112 osób, 78 było wyznania rzymskokatolickiego, 34 prawosławnego. Jednocześnie 93 mieszkańców zadeklarowało polską przynależność narodową, 19 białoruską. Było tu 19 budynków mieszkalnych[4]. W 1931 w 20 domach zamieszkiwało 96 osób[5].
- osadę – w 1931 w 2 domach zamieszkiwało 11 osób[5].
- majątek – 25 osób, 22 były wyznania rzymskokatolickiego, 3 prawosławnego. Jednocześnie 22 mieszkańców zadeklarowało polską przynależność narodową, 3 białoruską. Były tu 3 budynki mieszkalne[4]. W 1931 w 3 domach zamieszkiwało 47 osób[5].

Wierni należeli do parafii rzymskokatolickiej i prawosławnej w Głębokiem. Miejscowość podlegała pod Sąd Grodzki w Głębokiem i Okręgowy w Wilnie; właściwy urząd pocztowy mieścił się w Głębokiem.
W wyniku napaści ZSRR na Polskę we wrześniu 1939 miejscowość znalazła się pod okupacją sowiecką. 2 listopada została włączona do Białoruskiej SRR. Od czerwca 1941 roku pod okupacją niemiecką. W 1944 miejscowość została ponownie zajęta przez wojska sowieckie i włączona do Białoruskiej SRR.
Od 1991 w składzie niepodległej Białorusi.